# Teddy Yip
Theodore „Teddy” Yip (ur. 2 czerwca 1907 w Medan na Sumatrze, zm. 11 lipca 2003) – holenderski biznesmen i założyciel zespołu Formuły 1 Theodore Racing.

## Życiorys
Teddy Yip został wysłany do Holandii na studia. W 1940 roku przeniósł się do Hongkongu gdzie zaczął budować swoją firmę: biura podróży, hotele, kasyna i firmy handlowe. Yip mówił w wielu językach: w tym sześciu chińskich dialektach, języku niderlandzkim, angielskim, francuskim, niemieckim, malajskim i tajskim.
W 1950 roku zaczął się ścigać dla zabawy za kierownicą Jaguara XK120. W 1962 roku Yip i jego partnerzy w tym Stanley Ho stworzyli Sociedade de Turismo e Diversões de Macau w Makau, która stała się potęgą na wyspie, a Yip był potęgą Grand Prix Makau.
Na początku 1970 roku Yip i Sid Taylor zaczęli sponsorować Verna Schuppana w Formule 5000.
W 1976 roku Yip stworzył hongkoński zespół Formuły 1 Theodore Racing, w 1983 roku zespół został zamknięty.
Teddy Yip zakończył karierę w latach 80.